# اسلام‌آباد (بافت)
اسلام‌آباد روستایی در دهستان فتح‌آباد بخش مرکزی شهرستان بافت استان کرمان ایران است.

## جمعیت
بر پایه سرشماری عمومی نفوس و مسکن در سال ۱۳۹۵ جمعیت این مکان ۱۴۰ نفر (۴۳ خانوار) بوده‌است.